# Император
Императорът е монарх и суверенен владетел на империя. Женската форма на титлата е императрица и може да се отнася както за съпругата на императора, така и за жена, която действително е монарх. През Средновековието в Западна Европа императорът на Свещената Римска империя е по-висшестоящ от кралете.
Думата император идва от латинското imperator (буквално – „подготвящ срещу“; по-общо – „пълководец“). Първоначално това е най-високата военна длъжност в древния Рим, приблизително отговаряща на пълководец, но постепенно започва да се използва за владетелите на Римската империя. По-късно така са титулувани някои от владетелите в Западна Европа, както и във Източната Римска империя (Византия), България, Русия, Африка, Азия.

## Разграничение междуимператори други видове монарси
Владетелите на отделните държави през Средновековието се подреждали в една своего рода строга йерархична структура. На върха на пирамидата стоял римският император, впоследствие – неговите приемници: василевсът на ромеите и императорът на Свещената римска империя. През Х век владетелите на България също заявили претенции да се титулуват „императори“ или царе, тъй като старобългарската дума „цар“ (> Caesar, Цезар) обозначава именно владетелят на Източната Римска империя (Византия). Признание за тази титла било търсено именно от империята.
И кралят, и императорът са монарси. Няма ясно правило, което разграничава единия от другия. Върху това влияят различни фактори, като интерпретациите на историците, размерът и характерът на управляваната държава, титлата, избрана от монарха. Някои характеристики, показващи, че монархът трябва да се смята по-скоро за император, отколкото за крал, включват:
- Монархът е избрал титла, която обикновено се превежда на български като „император“ и/или е приета за еквивалентна на „император“ в международните дипломатически отношения
- Монархът управлява други монарси, без да ги лишава от монархическите им титли
- Монархът си приписва божествени или други религиозни характеристики
- Монархът управлява няколко по-рано суверенни страни или народи от различен етнически произход

В българския език разграничение между титлите император и цар не би следвало да има. Ако такова все пак се прави, то това е некоректно. В сръбския език например, както и в руския, такова разграничение не съществува. За повече информация вижте статията цар.
Ромейски хронист споменава, че когато Самуиловите войници видели нападащите ги в гръб при с. Ключ войски на Василий II Българоубиеца извикали: „Бежите, цясарь!“ – „Бягайте, царят (напада)!“. Това е още едно доказателство, че между двете понятия император и цар не съществува смислова разлика – за Самуиловите войници „цар“ е бил и техния владетел Самуил и ромейския император.
В случаите, когато титлата избрана от монарха е навлязла самостоятелно в българския език, гореописаните разграничения са ненужни. Например титлите халиф, султан или хан имат самостоятелно значение, което прави разграничението император/цар/крал ненужно за тези монарси.